# Roger Noriega
Roger Francisco Noriega (né en 1959 à Wichita, au Kansas) est un ancien diplomate américain (ambassadeur). Il a notamment été secrétaire d'État adjoint aux affaires de l'hémisphère occidental sous l'administration George W. Bush. Puis est passé dans le privé pour devenir lobbyiste. Et à ce titre, selon les journalistes du consortium Forbidden Stories, il a fait partie de l'équipe mise en cause par le scandale des manipulations effectuées par l'officine Team Jorge, révélé en 2023 par un consortium de journalistes d'enquête.
Il est chercheur invité à l'American Enterprise Institute (AEI, un think tank néoconservateur, militairement interventionniste, éoconservateur et réputé proche du patronat américain, créé en 1943 pour soutenir les « fondements de la liberté — un gouvernement limité, l'entreprise privée, des institutions politiques et culturelles vitales, et une forte politique étrangère et de défense nationale ».

## Eléments de biographie

### Scolarité
R Noriega est né à Wichita, Kansas, au Kansas.
Il a fréquenté l'Université Washburn de Topeka.

En 1982, il y obtient un baccalauréat ès arts.

### Carrière

#### Dans l'administration
À partir des années 1980, Noriega s'implique dans la construction et la gestion de la politique extérieure latino-américaine en travaillant à l'Agence américaine pour le développement international sous l'administration Ronald Reagan.
Il a travaillé au département d'État dans l'Agence des États-Unis pour le développement international (USAID), où, selon The Texas Observer, il "a supervisé" l'aide non-létale "aux Contras" ; ce qui a conduit à des questions sur ses responsabilités lors des enquêtes sur l'affaire Iran-Contra.
Il a aussi travaillé au Bureaux des affaires interaméricaines et au bureau des affaires publiques, où il a été administrateur de programme de 1987 à 1990 après avoir été rédacteur-chef de 1986 à 1987. Avant cela, il a été attaché de presse et assistant législatif du membre du Congrès Bob Whittaker (R-Kan.), à la Chambre des représentants des États-Unis de 1983 à 1986.
Noriega a été conseiller politique principal et représentant suppléant des États-Unis à la mission américaine auprès de l'Organisation des États américains (OEA) de 1990 à 1993, et conseiller principal pour l'information publique à l'OEA de 1993 à 1994.
De 1994 à 1997, Noriega retourne à Capitol Hill (Washington) pour se mettre au service de Benjamin Gilman pour le US House Committee on International Relations. Puis il devient membre du cabinet du sénateur Jesse Helms (R-NC), membre du 
Comité des affaires étrangères du Sénat des États-Unis.
Le président Bush a nommé Noriega au conseil d'administration de la Fondation interaméricaine.
Noriega a été représentant permanent des États-Unis auprès de l'Organisation des États américains (OEA, ou OAS pour les anglophones) de 2001 à 2003.

#### Aux Affaires étrangères
En tant que secrétaire d'État adjoint aux affaires de l'hémisphère occidental sous le président George W. Bush, l'ambassadeur Noriega était responsable de la gestion de la politique étrangère américaine et de la promotion des intérêts américains dans la région.

Il a joué un rôle majeur dans la politique de l'administration Bush envers Cuba et le Venezuela.
En 1996, Noriega a co-écrit la loi Helms-Burton qui a renforcé l'embargo de 40 ans sur Cuba.
En avril 2002, il était ambassadeur auprès de l'Organisation des États américains lors de l'éviction temporaire du président vénézuélien Hugo Chávez.

### Dans le secteur privé
En 2005, il démissionne du département d'État au milieu des critiques de hauts fonctionnaires de ce même département visant à apaiser les tensions entre les États-Unis et le Venezuela,.

#### Lobbyiste du secteur privé
En 2005, Noriega entre dans le secteur privé (pantouflage) comme lobbyiste au sein du cabinet d'avocats Tew Cardenas LLP, basé à Miami, qui, selon les rapports LD-2 déposés au deuxième trimestre de 2004 faisait activement pression pour les intérêts d'organisations partisanes du libre marché à Haïti.
Cette même année (2005), peu après que la Cour suprême vénézuélienne ait approuvé une demande d'extradition de Luis Posada Carriles, un cubain naturalisé vénézuélien (alors âgé de 77 ans, ayant travaillé pour la CIA de 1965 à 1976 selon cette dernière, responsable d'actions violentes contre le gouvernement cubain, puis membre de la DISIP, la police secrète vénézuélienne, et accusé d'être l'un des principaux responsable de l'attentat contre le Vol Cubana 455 (73 morts, le 6 octobre 1976), arrêté et inculpé à Caracas, puis évadé de prison dans des circonstances jugées suspectes selon The Guardian) Posada est soupçonné de s'être caché en Floride, « dans un endroit qui, au fil des ans, est devenu une sorte de maison de repos pour les exécutants des dictatures militaires latino-américaines ») .
Noriega affirme alors que le gouvernement des États-Unis n'était alors pas au courant de sa présence, ajoutant que la controverse sur sa présence dans le pays "pourrait être un problème complètement fabriqué" et que Posada « n'aurait peut-être pas même été aux États-Unis ». Mais se jugeant protégé aux Etats-Unis, Posada Carriles accorde une interview à un journal à Miami, affirmant qu'il ne pensait plus qu'il était nécessaire de rester discret. Il est alors arrêté par les services de l'immigration et demande l'asile politique aux États-Unis.
De 2006 à 2008, selon la base de données Open Secrets, Noriega travaille pour Tew Cardenas LLP, un cabinet de lobbyisme qui a embauché 15 personnes issues du pantouflage.
Après avoir quitté le département d'État, Noriega fait durablement pression sur les représentants de la chambre américaine pour qu'ils soutiennent les dirigeants politiques s'opposant au gouvernement vénézuélien de gauche, tels que Leopoldo Lopez et María Corina Machado.

Luis Fernando Ayerbe (2018) note qu'en 2008, à l'occasion du processus électoral vénézuélien, Noriega dénonce à nouveau « l'impérialisme bolivarien » qui bénéficie, selon lui, de la hausse des prix du pétrole, un facteur conjoncturel qui sera, toujours selon Noriega, suivi d'un échec inéluctable quand le marché se stabilisera  ; selon Luis Fernando Ayerbe, pour Noriega, « Chávez est dans une conjoncture heureuse, et la diplomatie américaine recule devant ce défi. Ceux qui ont un jour rejoint les États-Unis pour s'exprimer à la défense des valeurs démocratiques — Canada, Chili, les pays d'Amérique centrale et la Colombie — sont restés silencieux. Ceux qui voulaient que les États-Unis travaillent de manière plus collégiale n'ont pas réussi à convaincre l'Organisation des États américains (OEA) d'assumer son rôle dans la défense multilatérale de l'ordre démocratique (Noriega, 2007). Contrairement à Hugo Chávez et à l'AlbA, Noriega voit positivement la performance du président péruvien Ollanta Humala, qui donne une continuité à l'Ap, une initiative qu'il avait chez son prédécesseur, Alan García, l'un des grands promoteurs, notamment de la Déclaration de Lima, 2011. Humala « s'est révélé plus pragmatique qu'idéologique, et semble de plus en plus à l'aise avec les solutions de libre marché au détriment de l'agenda étatique » (Noriega, 2013a). Avec la mort d'Hugo Chávez en mars 2013, Noriega alerte sur le chaos qui pourrait s'installer au Venezuela, et dresse un tableau mêlant crise économique, échec de la révolution bolivarienne, approfondissement de la polarisation politique et faiblesse du Le président Nicolás Maduro, plaçant le pays comme une menace à un niveau plus sérieux que la Syrie :
Une implosion de l'économie vénézuélienne – ou, à Dieu ne plaise, une guerre civile prolongée – perturbera les marchés pétroliers internationaux et déstabilisera la région à un moment où l'économie américaine est en difficulté. ça vacille Pire encore, au cours de la dernière décennie, le Venezuela est devenu un narco-État, avec des dizaines de hauts fonctionnaires et d'entreprises d'État complices du commerce lucratif de la cocaïne. Le régime est également un allié de l'Iran et du Hezbollah, qui pourraient trouver leurs propres moyens d'exploiter le chaos au Venezuela. La géographie rend le bain de sang en Syrie presque invisible pour les Américains, et le Venezuela est à trois heures de vol de Miami, et le numéro 3 mondial pour les médias sociaux (Noriega, 2013b) ».
Selon les données collectée par le groupe Open secret, Noriega a développé une expertise dans les domaines des relations extérieures (au moins 6 clients déclarés), le commerce (5 clients), la Marine, les navires et la pêche (5 clients), le secteur Immobilier et le secteur foncier (5 clients), l'Économie et le développement économique (5 clients), les questions gouvernementales (3 clients), les télécommunications (2 clients), le transport (1 clients), la Sécurité intérieure (1 clients), la logistique (Camionnage, expédition) ; 
et parmi ses clients notables, il a représenté en tant que lobbyiste : 
- le fonds spéculatif mondial de plusieurs milliards de dollars Elliott Management Corp, que Noriega a aidé par le biais d'un « plaidoyer fédéral au nom des investisseurs américains en Amérique latine »[13] ;
- le groupe d'intérêt politique Moroccan American Center for Policy, fournissant une assistance et soutien au règlement de la question du Sahara occidental[14] ;
- l'Etat du Honduras : en 2008, Noriega s'associe à un vénézuélien, ancien employé de PDVSA et du FMI exilé (Martin Rodil), pour former une société privée d'évaluation des risques et de lobbying appelée « Vision Americas », avec deux autres personnes issues du pantouflage[15], par l'intermédiaire de laquelle, en 2009, Noriega est recruté comme lobbyiste par une organisation du secteur privé de Honduras lors du coup d'État hondurien de 2009, lorsque le président Manuel Zelaya a été renversé[5]. Un formulaire de divulgation[16] précise que Noriega et Vision Americas ont été embauchés pour « soutenir les efforts du secteur privé hondurien pour aider à consolider la transition démocratique dans leur pays ». Noriega avait précédemment affirmé que Zelaya, élu démocratiquement, était une menace pour la région car le Honduras était le point zéro de ce que Noriega a décrit comme « la propagation continue de l'autoritarisme chaviste sous le couvert de la démocratie ». Parmi les autres activités de lobbying de Noriega effectuées via Vision Americas, figure un contrat de 25 000 $[17] signé en 2010 avec la société vénézuélienne Alodiga, prétendant « soutenir les problèmes d'enregistrement et de réglementation du client », et un contrat de 45 000 $ [18] ;
- GB Group : en 2016, Noriega se met au service de la branche haïtienne d'un géant mondial de l'industrie, de la finance, de la chaîne d'approvisionnement et des télécommunications (GB Group, propriété du milliardaire Gilbert Bigio, qui lancé une initiative liée à « l'éducation des parties prenantes américaines sur les opportunités économiques d'un système portuaire moderne en Haïti » ;
- HSBC (en 2020), par le biais de « Vision Americas »[19].

### Liens avec «Team Jorge»
En 2023, le nom de Noriega apparait dans les révélations faites par une enquête journalistique sur une officine créée par Tal Hanan . Cette officine aussi dite Team Jorge ("Jorge" étant l'un pseudonymes utilisé par T. Hanan) est spécialisée dans la manipulation à large échelle de l'opinion, et notamment destinée à contrôler et fausser les résultats de campagnes électorales par diverses techniques d'influence et de dénigrement. Team Jorge a notamment été l'un des sous-traitants de Cambridge Analytica et impliquée dans le Scandale Facebook-Cambridge Analytica / AggregateIQ qui a notamment porté sur la manipulation du Référendum sur l'appartenance du Royaume-Uni à l'Union européenne), dont au moyen du profilage psychologique de millions d'individus et la construction de messages ciblés et de fake news par une plateforme logicielle dénommée Ripon, intégrant une intelligence artificielle, mise au point par la société-sœur de Cambridge Analytica et sa société soeur : AggregateIQ dont les actifs et une partie du personnel semblent constituer la nouvelle sociéfté  Emerdata Limited,,,.

Selon l'enquête publiée en 2003, Tal Hanan et Martin Rodil auraient recruté Roger Noriega pour travailler avec Team Jorge. Noriega, interrogé par le journaliste admet connaître Tal Hanan mais affirme ne pas avoir eu de « réelle conversation avec lui depuis six ou sept ans. Nous avions des clients communs liés au Vénézuela, mais je n’ai jamais fait d’affaires sérieuses avec lui ».

## Opinions politiques
Noriega se positionne dans la droite conservatrice de l'échiquier politique américain ; il est un conservateur connu pour ses positions dures à l'égard d'Hugo Chavez et du chavisme puis à l'égard de Nicolas Maduro notait l'ICIJ en 2022.
Il a signé la Charte de Madrid, un document rédigé par le parti politique conservateur espagnol Vox, qui décrit les groupes de gauche comme des ennemis de l'Ibéro-Amérique impliqués dans un "projet criminel" qui sont "sous l'égide du régime cubain" ,.

## Publications
- Noriega R.F (2007), “A New President, a New Paradigm”, Think tank American Enterprise Institute (AEI) Online, 1er novembre. url:http://www.aei.org/outlook/27051.
- Noriega R.F (2013), “Peru heads in Right Direction under President Humala”, 7 de junio. Disponible en: http://www.aei.org/article/foreign-and-defense-policy/regional/latin-america/peru-heads-in-right-direc-

tion-under-president-humala/.
- Noriega R.F (2013), “Venezuela headed for Chaos”, 23 novembre ; Think tank American Enterprise Institute (AEI). url=http://www.aei.org/article/foreign-and-defense-po-

licy/regional/latin-america/venezuela-headed-for-chaos/.
- Noriega R.F (2014) “Obama’s Cuba mistake : A Q&A with Roger Noriega”, 19 de diciembre. url:http://www.aei.org/publication/oba-

mas-cuba-mistake-explained-seven-questions/.
- Noriega R.F (2019) Testimony : The narco threat to US security-Statement before the Senate Caucus on International Narcotics Control ; Policy Commons
- Noriega R.F (2019) Testimony : Treating the root causes of illegal immigration-Statement before the House Committee on Foreign Affairs ; Policy Commons